# Joseph Banowetz
Joseph Banowetz (né le 5 décembre 1936 et mort le 3 juillet 2022) est un pianiste, pédagogue, auteur et éditeur américain. Il enseigne à l'Université de North Texas. Banowetz est un expert de la musique du compositeur romantique russe, Anton Rubinstein.

## Biographie
Banowetz étudie d'abord à New York avec Carl Friedberg, élève de la pianiste et compositrice allemande Clara Schumann. Il poursuit ses études à l'Académie de musique et des arts du spectacle de Vienne, où György Sándor, élève du compositeur hongrois Béla Bartók, est parmi ses professeurs. Il obtient son premier prix de performance au piano et est ensuite envoyé par le gouvernement autrichien pour une longue tournée de concerts en Europe. Il étudie également avec Sándor à l'Université méthodiste du Sud de Dallas, au Texas, où il  obtient un baccalauréat en musique,. 
Banowetz se produit en récital et en tant que soliste d'orchestre sur les cinq continents. Il joue au sein de l'Orchestre philharmonique de Saint-Pétersbourg (anciennement Leningrad), du Symphonie d'État de Moscou, des orchestres radio de Prague et de Bratislava, du Symphonique de Nouvelle-Zélande (symphonique de Nouvelle-Zélande). concert national), au Central Philharmonic de Beijing, au Barcelona Concert Society Orchestra et au Shanghai Symphony, en plus de plusieurs récitals à New Delhi et à Mumbai, en Inde.

## Membre de jurys et enseignant
Banowetz siège à de grands jurys de piano tels que le Concours de piano Arthur Rubinstein (Israël), le Concours international de piano écossais (Glasgow), le Concours international de piano biélorusse (Minsk), le Concours international de piano Gina Bachauer (États-Unis), le Concours de piano (États-Unis) et leConcours international de piano Antonín Dvořák (République tchèque). Banowetz est invité à enseigner et à donner des conférences dans de nombreuses écoles, notamment le Conservatoire Rimski-Korsakov de Saint-Pétersbourg, la Juilliard School à New York, le Royal College de Londres et la Guildhall School of Music and Drama, l’Artmusic Escola de Música I Dansa de Barcelone, la Chopin Academy of Varsovie, l'Académie des arts de la scène de Hong Kong et les conservatoires nationaux de Pékin, Shanghai et Guangzhou. Il donne des concerts dans 30 pays du monde entier. Ses plus récents concerts ont lieu dans des festivals en République tchèque, en Italie, au Portugal, en Espagne et en Afrique du Sud. 
Les étudiants de Joseph Banowetz ont reçu d'importants prix de concours nationaux et internationaux, dont les premiers au Concours international de piano Hilton Head (États-Unis), au Concours international de piano Shreveport Symphony (États-Unis), au Concours international de piano du sud du Missouri (États-Unis), au Liszt International de Los Angeles et au concours international de piano McMahan (États-Unis). Ses élèves ont également reçu des prix du Concours international de piano de Minsk (Biélorussie), du Concours international de soliste orchestral de Varna (Bulgarie) et du Concours international de piano de Louisiane (États-Unis). Plusieurs de ses élèves ont également effectué des enregistrements de disques compacts distribués à l'échelle internationale. Son ancien élève, Petronel Malan, a reçu une nomination aux Grammy Awards de la Recording Academy (US) pour son enregistrement "Transfigured Bach" sur le label Hänssler Classic.

## Activités en Chine
Après ses premiers concerts en Asie en 1981, les tournées de Banowetz dans ce pays suscitent une réaction toujours plus enthousiaste. En 1984, il devient le premier artiste étranger à être invité par le ministère chinois de la Culture à enregistrer et à donner en première mondiale un concerto pour piano chinois contemporain ( Concerto pour piano, op. 25b de Huang An-lun). Banowetz enregistre avec le CSR Symphony Orchestra, le Budapest Symphony, le Hong Kong Philharmonic et le China Central Opera Orchestra de Beijing. 
Banowetz se rend en République populaire de Chine à onze reprises depuis 1983 pour donner des cours de maître. Il apparaît comme soliste avec des orchestres chinois tels que le Philharmonique de Hong Kong, le Central Philharmonic, le Beijing Central Opera Orchestra, le Shanghai Symphony et le Guangzhou Philharmonic. En 1985, le Conservatoire de Shenyang décerne à Banowetz le titre de Professeur invité permanent. Son livre sur le pédalage est traduit en chinois et publié par la Shanghai Music Publishing House. Le livre est prévu pour sa deuxième édition en chinois. 

## Nominations aux Grammy
| Nominations passées aux Grammy                                                                                               |           |                                                                         |                                                     |                                                 |
| Nomination | Genre     | Catégorie                                                               | Titre                                               | Album                                           |
| 50e annuel (pour les enregistrements diffusés entre le 1er octobre 2006 et le 30 septembre 2007) 10 février 2008             |           |                                                                         |                                                     |                                                 |
| Joseph Banowetz ; Alton Chung Ming Chan (1 des 5 nommés)                                                                     | Classique | Performance musicale de meilleure musique de chambre                    | 30 chansons du peuple russe                         | Balakirev et Folksong russe Toccata Classics    |
| 53e édition annuelle (pour les enregistrements diffusés entre le 1er septembre 2009 et le 30 septembre 2010) 10 février 2008 |           |                                                                         |                                                     |                                                 |
| Joseph Banowetz ; Thomas Sanderling (chef d'orchestre) (1 des 5 nommés)                                                      | Classique | Meilleur Instrumental : Performance du ou des solistes (avec orchestre) | Kletzki : Concerto pour piano en ré mineur, opus 22 | (identique au titre) Philharmonique russe Naxos |

## Publications et éditions
Joseph Banowetz est également reconnu internationalement comme auteur et éditeur. Son livre The Pianist's Guide to Pedaling ( Indiana University Press, États-Unis) est imprimé en cinq langues et universellement reconnu comme la référence faisant autorité en matière d'histoire et d'art du pédalage au piano. Plusieurs de ses éditions de piano ont été traduites en chinois, coréen et japonais et comprennent : 
- The Pianist's Book of Early Contemporary Treasures (éd. Neil A. Kjos)
- Franz Liszt: An Introduction to the Composer and His Music (éd. Neil A. Kjos)
- Johann Sebastian Bach: An Introduction to the Composer and his Music (éd. Neil A. Kjos)
- Mily Balakirev: Islamy and Other Favorite Russian Piano Works (éd. Dover)
- Leopold Godowsky: Miniatures (for Piano, Four Hands), avec Alton Chung Ming Chan (3 volumes - éd. Alfred Music)

Il publie également des éditions de musique de Chopin, Rubinstein, Schumann, Rachmaninoff et Debussy.

## Enregistrements
Joseph Banowetz a enregistré vingt-cinq disques compacts pour les labels Naxos, Marco Polo, Toccata Classics, Warner Brothers et Altarus, dont l’enregistrement aux Grammy Awards de "Trente chansons du peuple russe" de Balakirev (avec Alton Chung Ming Chan), Concerto Tchaïkovski n ° 1, Concertos et Totentanz de Franz Liszt, concertos d'Albert, enregistrements en première mondiale de toutes les œuvres pour piano et orchestre de Rubinstein, et répertoire solo de Bach, Busoni, Balakirev, Chopin, Debussy, Leopold Godowsky, Liszt, Mendelssohn, Schumann, Rubinstein et Stevenson.  Ses enregistrements de la série de pianos et d’orchestres Rubinstein sont cités dans une critique internationale du magazine Fanfare comme une sortie internationale exceptionnelle pour 1993, et une citation similaire est donnée en 1987 par l’Association allemande des critiques de musique pour son premier enregistrement mondial d’œuvres de Balakirev. Naxos publie les enregistrements de Banowetz des transcriptions complètes de lieder par F. Liszt de Robert et Clara Schumann, de Chopin et de F. Mendelssohn, du 24 Kamennoy-ostrow de Rubinstein et des deux concertos pour piano d'Eugen d'Albert avec l'Orchestre symphonique de Moscou. 